# N’oublie pas
«N’oublie pas» (с фр. — «Не забывай») — второй сингл из одиннадцатого студийного альбома Désobéissance французской певицы Милен Фармер, вышедшего осенью 2018 года. Премьера сингла состоялась 22 июня 2018 года. Песня была исполнена в дуэте с американской певицей LP.

## История
20 сентября 2016 года Милен Фармер присутствовала на концерте LP в Café de la Danse в Париже. После встречи по окончании концерта у Милен и Лоры возникает идея записать совместную песню. В 2018 году Фармер пишет текст композиции «N’oublie Pas», причём делает это перед тем, как написать музыку, до этого она всегда поступала в обратной последовательности.
30 мая 2018 года Sony опубликовывает список синглов, которые выйдут в июне. В этом списке фигурирует имя Милен вкупе с датой — 22 июня, — и указано, что сингл будет в дуэте, а с кем именно — было засекречено словом «сюрприз».
8 июня 2018 года Милен и танцоры (Timeless 2013 и племянница Лиза) выступают с песней «Rolling Stone» на шоу «La chanson de l’année». Во время исполнения песни Милен и её танцоры раскрывают слова «N’oublie pas», сшитые на спине. Зрители сразу предположили, что это название следующего сингла.
19 июня 2018 года Паскаль Нэгре написал в Твиттере, что следующий сингл Милен Фармер, «N’oublie pas», записанный при участии LP, будет выпущен 22 июня. Он также объявляет, что режиссёром клипа стал Лоран Бутонна. Клип был снят 19 и 20 мая 2018 года в Исландии.
Премьера музыкального видеоклипа состоялась 25 июня 2018 года на YouTube. По сюжету клипа, Милен и Лора, будучи в детстве подругами, спустя много лет разлуки встречаются на том самом пляже, где когда-то играли.

## Коммерческий успех
Сингл расположился на 1-м месте в ITunes во Франции менее чем через два часа после его цифрового выпуска. «N’oublie pas» стал восемнадцатым синглом в карьере Милен Фармер, который смог возглавить национальный чарт Франции.

## Позиции в чартах
| Чарт (2018)                    | Пиковая позиция |
| ------------------------------ | --------------- |
| Wallonie Ultratip              | 29              |
| Top Ventes (SNEP)              | 1               |
| Top Singles Téléchargés (SNEP) | 1               |
| Top Singles (SNEP)             | 83              |